# Veronica Yip
Veronica Yip, de son vrai nom Yip Yuk-hing (葉玉卿, née le 12 février 1967), est une actrice et chanteuse hongkongaise connue pour ses nombreux rôles dans des films de Catégorie III (interdits aux moins de 18 ans). Elle se retire du cinéma en 1996 après avoir épousé un homme d'affaires.

## Biographie
Yip débute en 1985 en participant au concours de Miss Asie (en) où elle arrive deuxième. Sa carrière d'actrice est marquée par ses apparitions dans des films pour adultes auparavant considérés comme tabous par les actrices traditionnelles du marché de Hong Kong. Elle joue dans trois de ces films de Catégorie III : Take Me (1991), Pretty Woman (1992) et Hidden Desire (1992). Ces trois films sont considérés comme des succès commerciaux et ouvre la voie aux actrices traditionnelles, telles que Loletta Lee et Irene Wan.
En plus de ces films, Yip joue également dans de nombreux films chinois acclamés par la critique, dont The Eagle Shooting Heroes (1993) de Jeffrey Lau et Red Rose, White Rose (1994) de Stanley Kwan. Le succès de Yip à se reconvertir des films érotiques encourage les actrices Shu Qi et Pauline Chan à faire de même.

### Carrière musicale
Yip commence une carrière de chanteuse en rejoignant Fitto Entertainment, propriété de son frère Yip Chi-ming, avant la transition de la société en Emperor Group (en), sortant sept albums de cantopop et mandopop entre 1992 et 1995. Elle remporte deux prix de la meilleure nouvelle artiste aux Gold Songs Awards et aux Jade Solid Gold Best Ten Music Awards en 1992.

## Famille
En 1998, Yip investit une grosse somme dans le projet de son frère de construire un Disneyland à Hong Kong. Cependant, le projet est abandonné en emportant le budget avec lui, ce qui provoque des querelles entre les deux. Yip et son frère se sont plus tard réconciliés.
Yip rencontre son mari, l'homme d'affaires sino-américain Jeffrey Wu (胡兆明), quand elle est engagée par Premier Entertainment à New York pour faire un concert au Trump Marina d'Atlantic City. Après avoir épousé Wu en 1996, elle prend sa retraite et emménage aux États-Unis où Wu dirige la chaîne de supermarchés Hong Kong Supermarket (en). Le couple a une fille et deux fils et réside actuellement à Long Island. Ils ont également des investissements importants dans United International Bank (en), une entreprise de négoce d'avions à réaction et divers projets immobiliers à usage professionnel.